# Laqueus pallidus
Laqueus pallidus är en armfotingsart som beskrevs av Kishio Hatai 1939. Laqueus pallidus ingår i släktet Laqueus och familjen Laqueidae. Inga underarter finns listade i Catalogue of Life.